# Salm-Horstmar

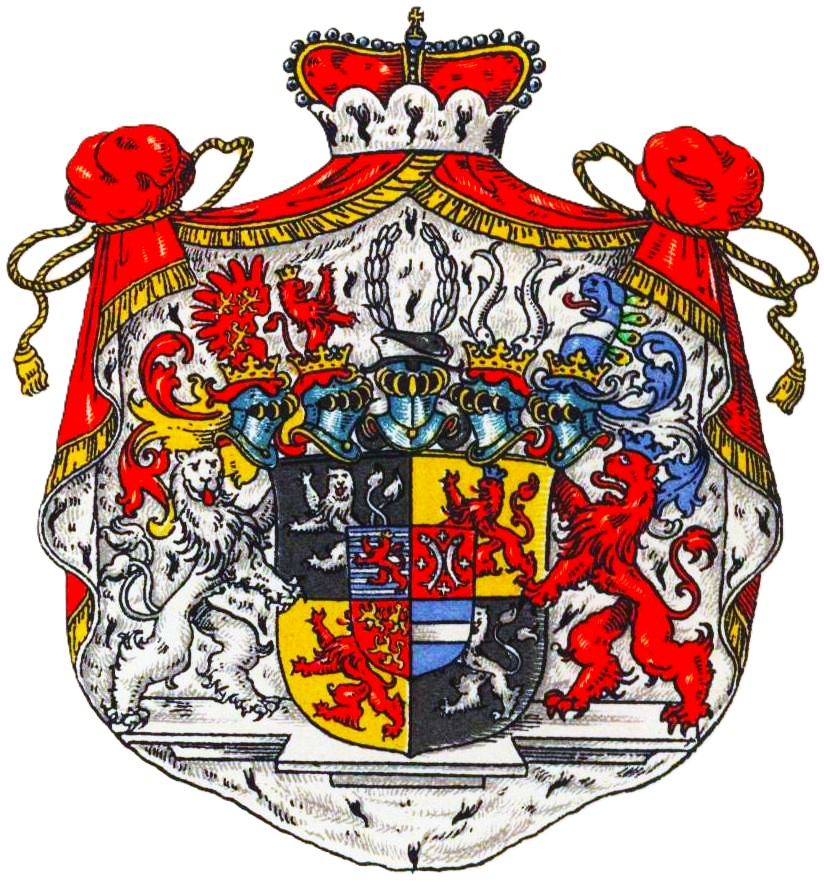
Wappen der Fürsten zu Salm-Horstmar im Wappenbuch des Westfälischen Adels

Die Herrschaft Horstmar war ein mittelalterliches Territorium im Münsterland und fiel 1269 an das Hochstift Münster. Daraus entstand das Amt Horstmar, das bis zum Ende des alten Reiches Bestand hatte. Es fiel im Zuge des Reichsdeputationshauptschlusses 1802/3 an eine Linie des Hauses Salm. Als Grafschaft Salm-Horstmar war das Gebiet bis zur Eingliederung in das Großherzogtum Berg 1806 ein eigenständiges Territorium. Nach dem Wiener Kongress (1815) wurde das Gebiet als Standesherrschaft Teil Preußens.

## Geschichte

### Mittelalter

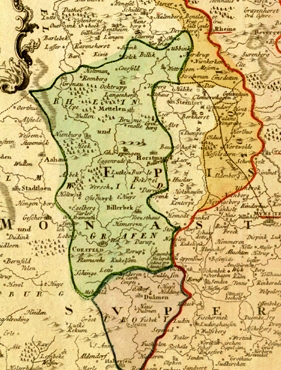
Salm-Horstmar um 1803 (grün eingefärbt)

Die Herrschaft Horstmar war ein mittelalterliches Territorium und war Sitz der Herren von Horstmar. Die edelfreien Besitzer der Burg Horstmar nannten sich ab 1092 von Horstmar. Diese waren wahrscheinlich Vasallen der Grafen von Cappenberg.
Die Bischöfe von Münster hatten in der Gegend von Coesfeld und Billerbeck teilweise schon seit der Zeit Liudgers zahlreiche Besitzungen und Rechte. Auch das Domkapitel hatte dort Besitz. Die Grafen von Cappenberg statteten mit ihrem Besitz in der Gegend 1123 das Kloster Varlar aus. Gegen die Bischöfe konnte sich das Kloster nicht durchsetzen und Coesfeld war bereits 1197 eine bischöfliche Stadt. Die Bischöfe vergaben das Freigericht Hastehausen als Lehen an die Herren von Horstmar.
Nach dem Ende der männlichen Linie kam Horstmar durch eine Erbtochter an die Grafen von Rietberg. Diese mussten jedoch die Lehnshoheit der Bischöfe von Münster anerkennen. Durch Kauf fiel die Herrschaft 1269 direkt an das Hochstift Münster.
Aus den münsterschen Besitzungen ging das Amt Horstmar hervor. Nicht dazu gehörte die Herrschaft Steinfurt. Ein beträchtlicher Teil des Amtes Horstmar kam als Lehen an die Grafen von Ravensberg und über diese als Afterlehen im 14. Jahrhundert an die Herren von Merveldt.

### Grafschaft Salm-Horstmar

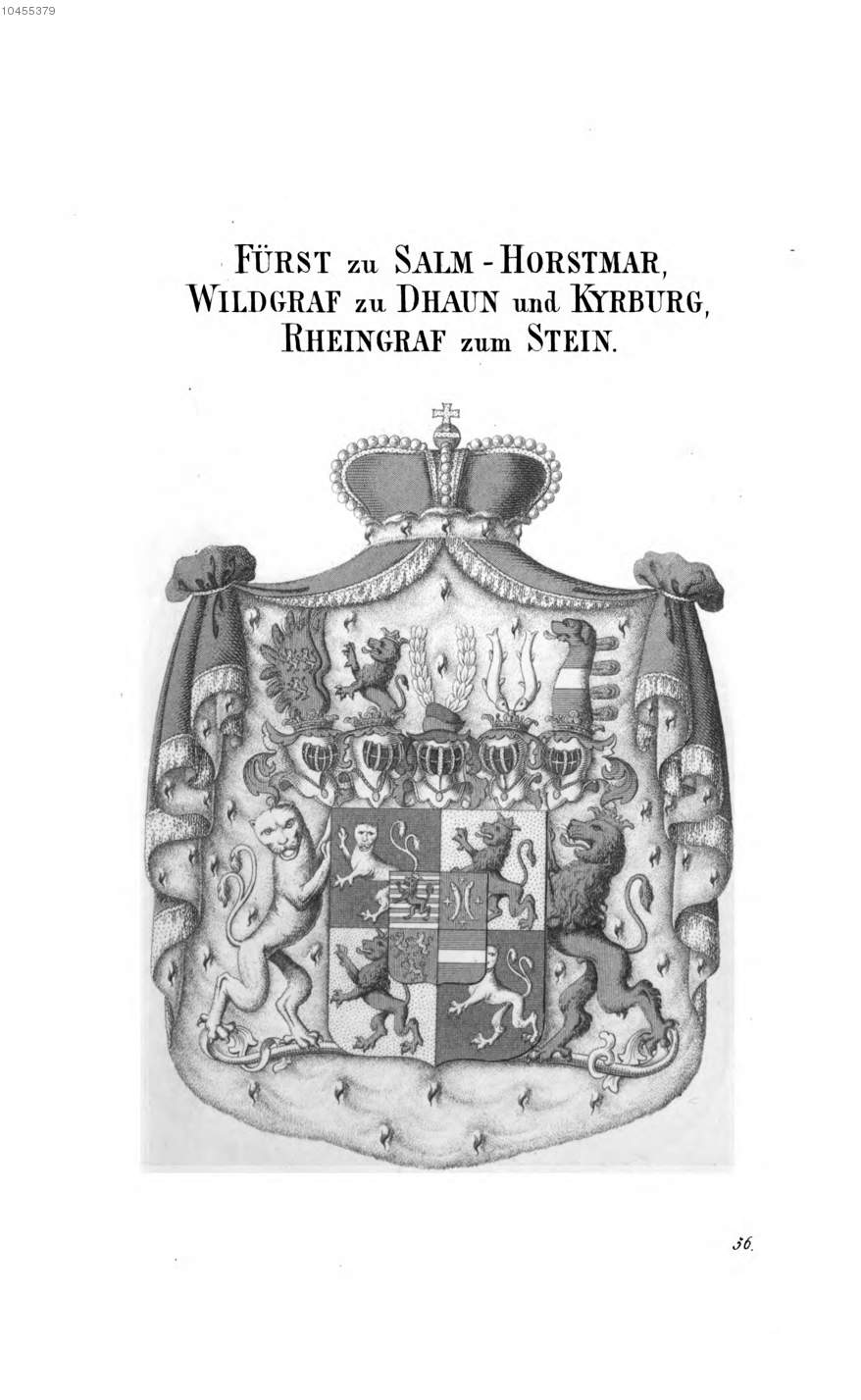
Wappen des Fürsten zu Salm-Horstmar, 1850

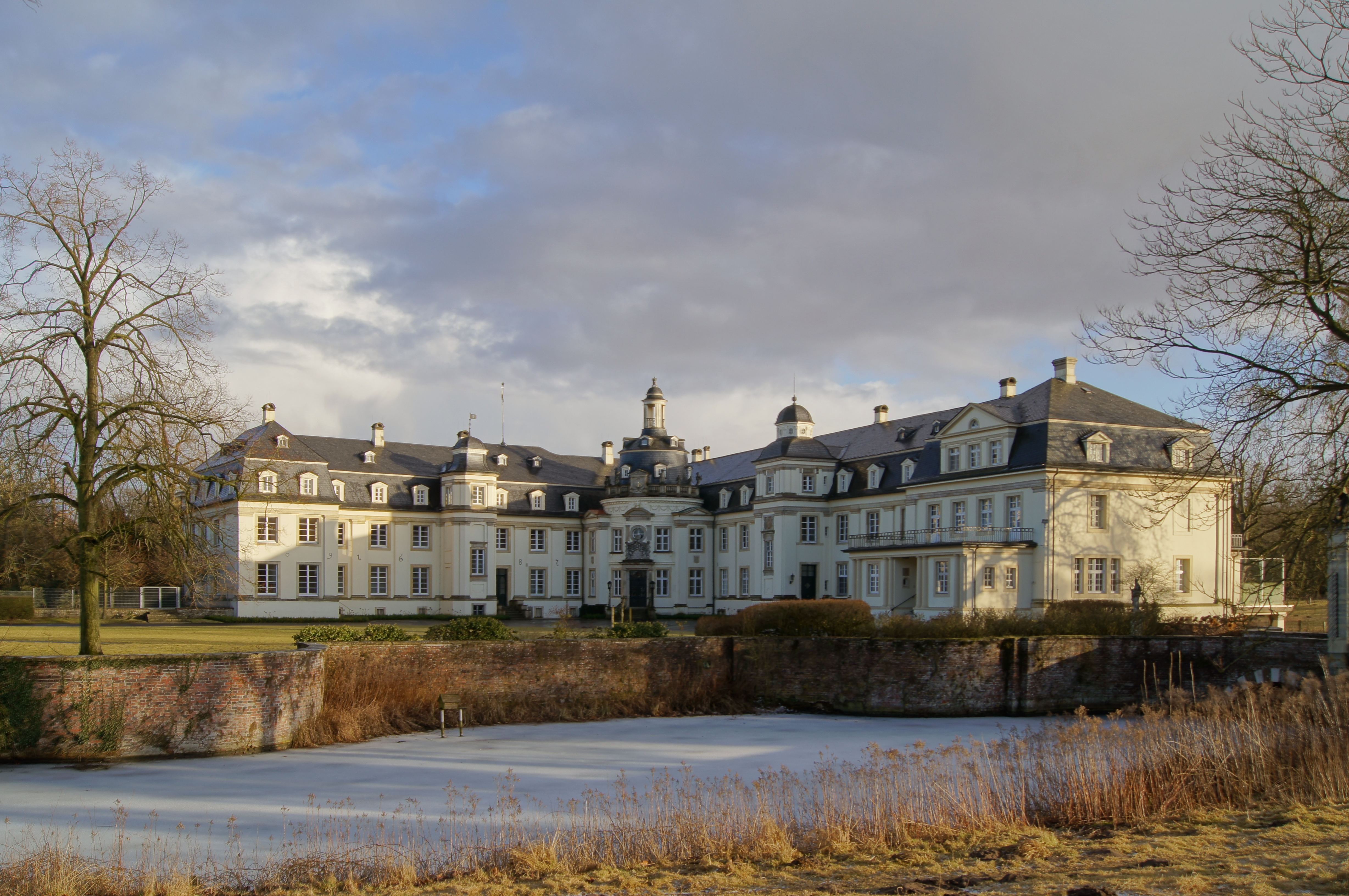
Schloss Varlar

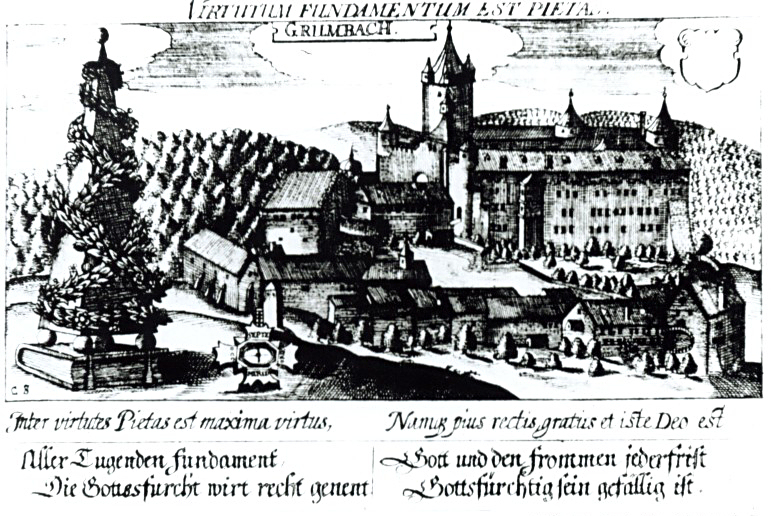
Burg Grumbach in Grumbach, Sitz der Wild- und Rheingrafen (später Salm-Horstmar)

Der Reichsdeputationshauptschluss beschloss unter anderem, Herrschaftsgebiete im westlichen Teil des säkularisierten Hochstifts Münster zur Entschädigung linksrheinischer Reichsstände zu verwenden, deren Gebiete an Frankreich gefallen waren. Ein Großteil des münsterschen Amtes Horstmar fiel so an die Wild- und Rheingrafen zu Salm-Grumbach, deren ursprünglicher Sitz die Burg Grumbach war. Ein kleinerer Teil kam an Preußen.
Die Grafen nahmen Ende 1802 Besitz von der Herrschaft. Die endgültige Zuteilung des Besitzes erfolgte im März 1803. Zu den Teilen des ehemaligen Amtes kamen auch die Besitzungen der aufgehobenen Klöster oder Stifte Asbeck, Metelen, Langenhorst, Borghorst und Varlar. Zentrum der Grafschaft war Coesfeld. Residenz war das zum Schloss umgebaute Kloster Varlar.
Die Grafen nannten sich nach dem neuen Besitz fortan „Grafen von Salm-Horstmar“. Die Regentschaft hatte Wilhelmine Friederike von Salm-Grumbach für den minderjährigen Friedrich Karl August inne. Ihm trat der Onkel, Johann Friedrich von Salm-Grumbach, seine Rechte gegen eine Jahresrente ab, nachdem er dessen älterem Bruder Wilhelm Christian von Salm-Grumbach (1741–1810) als Graf und Grundherr sukzediert war.
Das Territorium umfasste 1803 das Amt Coesfeld, das Amt Metelen, das Stadtgericht Coesfeld, das Stadtgericht Horstmar, das Stadtgericht Metelen, das Gericht Billerbeck, das Gericht Gronau, das Gogericht Rüschau, das Gericht Nienborg, das Gericht Rorup und das Gericht Limbergen. Das Gebiet war etwa 42,5 Quadratmeilen groß und hatte etwa 50.000 Einwohner.

### Das Ende der reichsunmittelbaren Grafschaft
Durch die Rheinbundakte (Art. 24) wurde die Grafschaft Salm-Horstmar 1806 mediatisiert und dem neuen Großherzogtum Berg zugeschlagen. Das Gebiet der einstigen Grafschaft Salm-Horstmar gehörte von 1806 bis 1808 zum Arrondissement Steinfurt und von 1808 bis 1811 zum Arrondissement Coesfeld des Großherzogtums Berg. Seit dem 27. April 1811 gehörte es zum unter französischer Herrschaft stehenden Département Lippe.

### Standesherrschaft
Im Jahr 1816 wurde das Gebiet in eine Standesherrschaft innerhalb Preußens umgewandelt. Die Grafen wurden 1817 in den preußischen Fürstenstand erhoben. Im Jahr 1820 übernahm Friedrich Karl August den Besitz und bemühte sich insbesondere um die Förderung der Land- und Forstwirtschaft. Die Nachfolge trat 1865 der Sohn Otto Friedrich Karl an. Ihm folgte 1892 Otto Adalbert August. Die Fürsten waren erbliche Mitglieder des preußischen Herrenhauses. Die letzten verbliebenen Vorrechte als Standesherren wurden 1920 durch den Freistaat Preußen aufgehoben.

## Familienmitglieder in der Zeit der Standesherrschaft
- Friedrich zu Salm-Horstmar (1799–1865), seit 1816 Fürst zu Salm-Horstmar
- Karl zu Salm-Horstmar (1830–1909), deutscher Prinz und Politiker
- Otto I. zu Salm-Horstmar (1833–1892), deutscher Standesherr und rechter Politiker
- Eduard zu Salm-Horstmar (1841–1923), Münsterländer Großgrundbesitzer
- Otto II. zu Salm-Horstmar (1867–1941), deutscher Standesherr und rechter Politiker

## Wappen
Blasonierung: Geviert mit ebenfalls geviertem Herzschild. In diesem in Feld 1 in 14–16 mal von Blau und Silber geteiltem Schild ein roter goldgekrönter Löwe; Feld 2 in Rot zwei mit dem Rücken gegeneinander gewendete von vier (1:2:1) Klettblatt-Kreuzchen begleitete silberne Salme; Feld 3 in Rot drei (2:1) gekrönte goldene Löwen; Feld 4 in Blau ein silberner Balken. Im Hauptschild in Feldern 1 und 4 in Schwarz ein silberner  vorwärtsschauender Löwe, in Feldern 2 und 3 in Gold einer roter blaugekrönter Löwe. Fünf Helme: I. gekrönt mit rot-goldenen Helmdecken ein roter Flügel mit drei (2:1) goldenen einwärtsschreitenden Löwen; II. mit gekrönt mit rot-goldenen Decken ein roter gekrönter einwärtsschauender Löwe wachsend; III. mit schwarz-silbernen Decken ein schwarzer Turnierhut mit silbernem Stulp, darauf zwei wie lanzartig gebogene silberne Federbüschel; IV. gekrönt mit rot-silbernen Decken zwei gestürzte büffehorn-artig geformte silberne Salme; V. gekrönt mit blau-silbernen Decken ein blauer Brackenkopf, der Hals mit einem silbernen Balken belegt und am Rücken mit grünen Pfauenfedern besteckt. Als Schildhalter rechts der silberne vorwärtsschauende Löwe, links der rote blaugekrönte Löwe auf einer Marmorkonsole stehend. Um das Ganze ein Fürstenmantel.

## Archivalien
- Archivalien der Grafschaft Salm-Horstmar finden sich unter anderem im Landesarchiv Nordrhein-Westfalen, Abt. Westfalen, dort im Bestand 2. Behörden der Übergangszeit 1802–1816, 2.2. Sonstige Entschädigungslande, 2.2.7. Grafschaft Salm-Horstmar.[4]